# Юрик (приток Клязьмы)
Юрик — река в России, протекает во Владимирской области. Устье реки находится в 299 км от устья Клязьмы по правому берегу. Длина реки составляет 12 км. Высота устья — 93,6 м над уровнем моря.

## Данные водного реестра
По данным государственного водного реестра России относится к Окскому бассейновому округу, водохозяйственный участок реки — Клязьма от города Орехово-Зуево до города Владимир, речной подбассейн реки — бассейны притоков Оки от Мокши до впадения в Волгу. Речной бассейн реки — Ока.
Код объекта в государственном водном реестре — 09010300712110000032228.